# Yeruldelgger
Yeruldelgger est un roman policier de Ian Manook (Patrick Manoukian) publié en octobre 2013.
Le récit se déroule en Mongolie, principalement à Oulan-Bator, mais aussi dans les steppes du Khentii et la région des Flaming Cliffs, dans les années 2010. L'intrigue policière intense et violente est entourée d'une description de la société mongole du début du XXIe siècle.

## Principaux personnages
- Yeruldelgger Khaltar Guichyguinkhen, commissaire de police à Oulan-Bator.
- Oyun, inspectrice de police, adjointe de Yeruldelgger.
- Chuluum, inspecteur.
- Solongo, médecin légiste.
- Mike Sukhbataar (surnommé Mickey), directeur de la police judiciaire d'Oulan-Bator.
- Saraa, fille de Yeruldelgger.
- Gantulga, jeune garçon vivant dans les égouts d'Oulan-Bator.
- Erdenbat, beau-père de Yeruldelgger.

## Résumé
Le commissaire Yeruldelgger enquête sur deux crimes apparemment sans rapport, le meurtre de trois industriels chinois, abattus dans un entrepôt de Oulan-Bator, et le corps d'une fillette enterrée avec son tricycle dans les sables du Khentii, cinq ans plus tôt.

## Société mongole
Ce livre contient de nombreuses références à la culture mongole et notamment la cuisine locale (khuushuur, boodog, aïrag, arkhi... ).
Le texte met en scène la géographie du pays : la rivière Touba ou Tuul qui traverse Oulan-Bator, les régions de Khentii, des Flaming Cliffs, de Khustain Nuruu...

## Éditions françaises
Édition originale
- Ian Manook, Yeruldelgger : roman, Paris, éd. Albin Michel, 2 octobre  2013, 542 p., 23 cm (ISBN 978-2-226-25194-7, BNF 43676569)

Édition au format de poche
- Ian Manook, Yeruldelgger, Paris, Librairie générale française, coll. « Le Livre de poche. Policier » (no 33600), 2 janvier 2015, 646 p., 18 cm (ISBN 978-2-253-16388-6, BNF 44246028)

Livre audio
- Ian Manook, Yeruldelgger, Paris, éd. Audiolib, 14 janvier 2015 (ISBN 978-2-35641-847-0, BNF 44252820)Texte intégral ; narrateur : Martin Spinhayer ; support : 2 disques compacts audio MP3 ; durée : 15 h 32 min environ ; référence éditeur : Audiolib 8355632.

## Prix et distinctions
Il s'agit du roman policier le plus primé de l'année :
- Prix SNCF du polar 2014[2],[3]
- Prix des lecteurs Quais du polar/ 20 minutes 2014[4]
- Prix des lecteurs Notre temps 2014
- Prix des lecteurs du polar historique de Montmorillon 2014
- Prix littéraire de l'Archipel Saint-Pierre-et-Miquelon Récit de l'Ailleurs 2014
- Grand Prix des lectrices de ELLE du roman policier 2014[5]
- Prix des lecteurs du Boulevard de l'imaginaire 2014
- 1er Prix Polar FNAC CONNECTION Lyon du roman policier 2014
- Prix des lecteurs Mille et une Feuilles Noires 2014 à Lamballe
- Prix des lecteurs Gouttes de Sang d'Encre 2014 à Vienne
- Prix des Lecteurs « de la Librairie des Arcades » à Tournus (71)2014
- Prix des Lecteurs classé 1er ABLF 63 ST Gervais sous Meymont (Sélection 2014-2015) avec Ghislain Gilberti et Olivier Norek